# آوریکور (واز)
آوریکور (به فرانسوی: Avricourt) یک کمون در فرانسه است که در canton of Lassigny واقع شده‌است. آوریکور ۷٫۰۱ کیلومتر مربع مساحت دارد ۷۶ متر بالاتر از سطح دریا واقع شده‌است.